# Salvage van nucleotiden

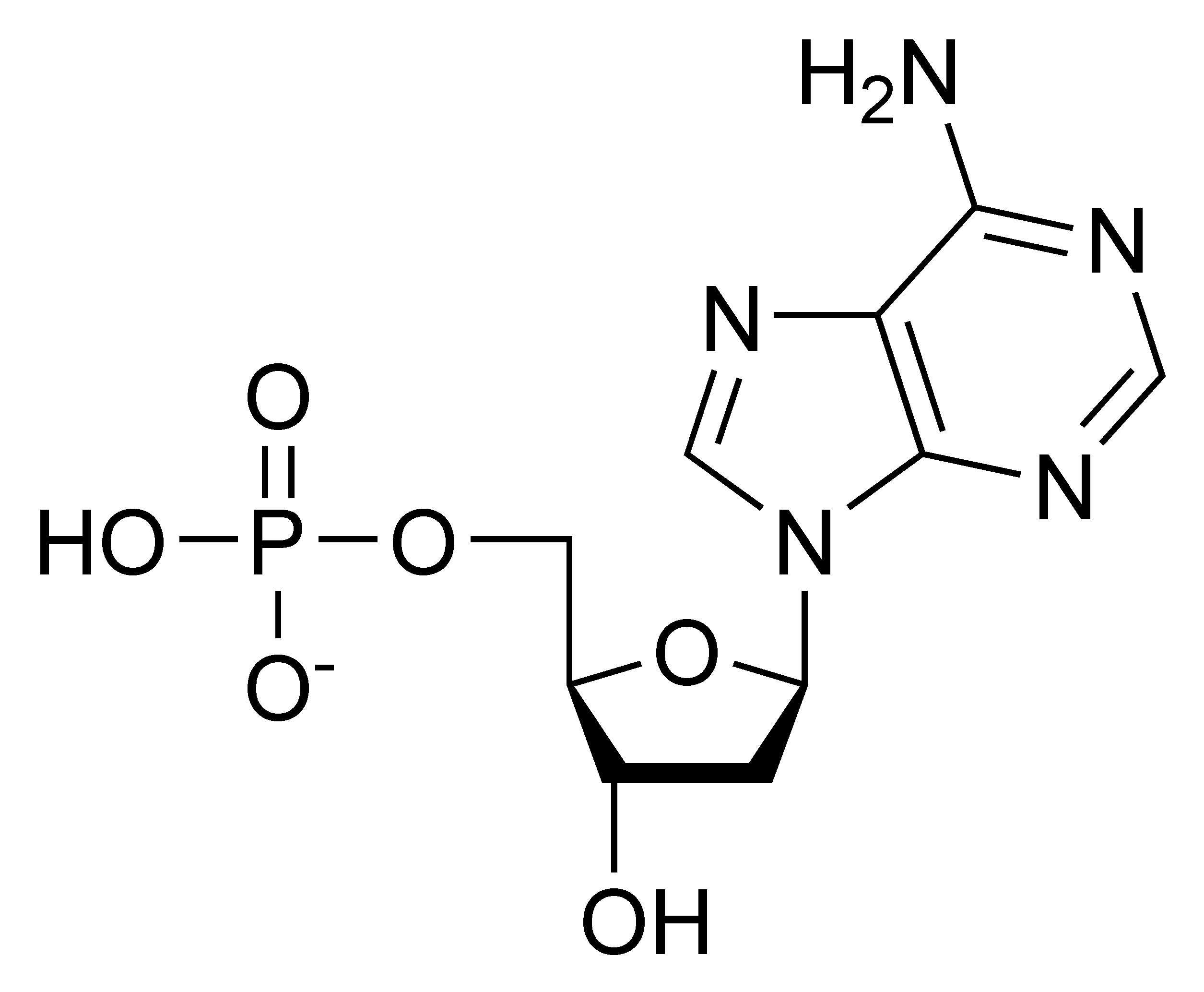
Nucleotiden kunnen via verschillende stofwisselingsroutes worden gerecycled

Een salvage-pathway of salvageweg is een belangrijk onderdeel van de nucleotidenstofwisseling. Tijdens een salvage-pathway worden purines en pyrimidines gevormd uit tussenproducten die ontstaan tijdens de afbraak van de nucleïnezuren DNA en RNA: het is in feite recycling van nucleotiden. Bij de afbraak van nucleotiden komen verbindingen vrij, zoals stikstofbasen en nucleosides, maar deze worden met behulp van een salvage-pathway 'gered' van verdere afbraak. Nucleotiden-salvage is van groot belang in bepaalde organen omdat sommige lichaamscellen niet in staat zijn nucleotiden de novo te synthetiseren, of omdat salvageroutes een kortere, thermodynamisch 'goedkopere' weg dan de novo-synthese zijn.
Hoewel de term oorspronkelijk werd gebruikt in het kader van nucleotidestofwisseling, kunnen ook andere verbindingen, zoals monosachariden of glycerolipiden, op vergelijkbare wijze gerecycled worden uit afbraakproducten. Sommige monosachariden kunnen via salvage gevormd worden uit de afbraak van glycanen in lysosomen.

## Routes

### Pyrimidines
De salvage van pyrimidines begint met het koppelen van een ribose aan de vrije stikstofbasen uracil en thymine zodat respectievelijk uridine en thymidine ontstaat. Deze koppelig wordt gekatalyseerd door specifieke fosforylase-enzymen. Een kinase fosforyleert het uridine tot uridinemonofosfaat, thymidine tot thymidinemonofosfaat. Door meer fosfaatgroepen toe te voegen ontstaan uiteindelijk uridinetrifosfaat (UTP) en thymidinetrifosfaat (TTP). De nucleoside cytidine kan door een deaminase worden omgezet in uridine. Daarnaast kan op analoge wijze (zoals hierboven beschreven) ook cytidinetrifosfaat (CTP) worden gevormd.

### Purines
Voor de salvage van purines koppelt een fosforibosyltransferase een ribose-5'-fosfaat aan vrije basen, zodat nucleosiden ontstaan met een enkele fosfaatgroep. Het enzym fosforibosyltransferase is van groot belang in de purine-salvage, en deficiëntie ervan kan leiden tot het syndroom van Lesch-Nyhan. Men heeft ontdekt dat de parasiet Plasmodium falciparum volledig afhankelijk is van salvage-pathways voor de synthese van al zijn nucleotiden. De enzymen die de purine-salvage in de parasiet mogelijk maken zijn potentiële doelwitten voor geneesmiddelontwikkeling.
| Nucleobase   | Enzym                                                | Nucleotide |
| hypoxanthine | hypoxanthine/guanine-fosforibosyltransferase (HGPRT) | IMP        |
| guanine      | hypoxanthine/guanine-fosforibosyltransferase (HGPRT) | GMP        |
| adenine      | adenine-fosforibosyltransferase (APRT)               | AMP        |